# CaixaForum Barcelona

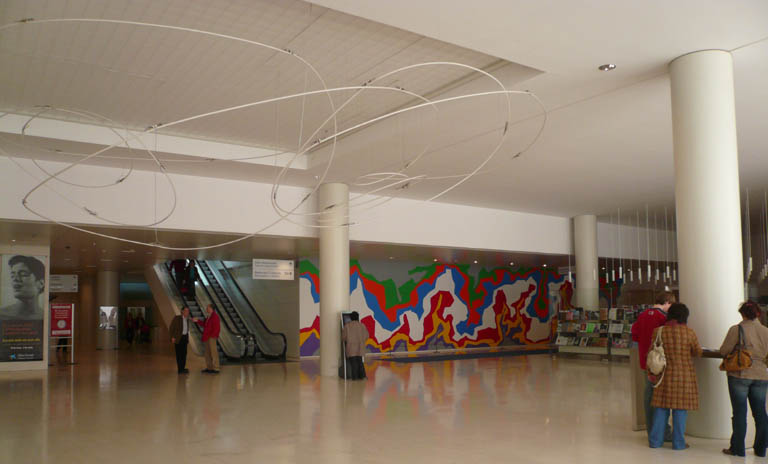
Vestibolo del CaixaForum di Barcellona. Si può notare la scultura Ambiente spaziale num. 51-A1 di Lucio Fontana, del 1951, e il murales Splat di Sol LeWitt, del 2001.

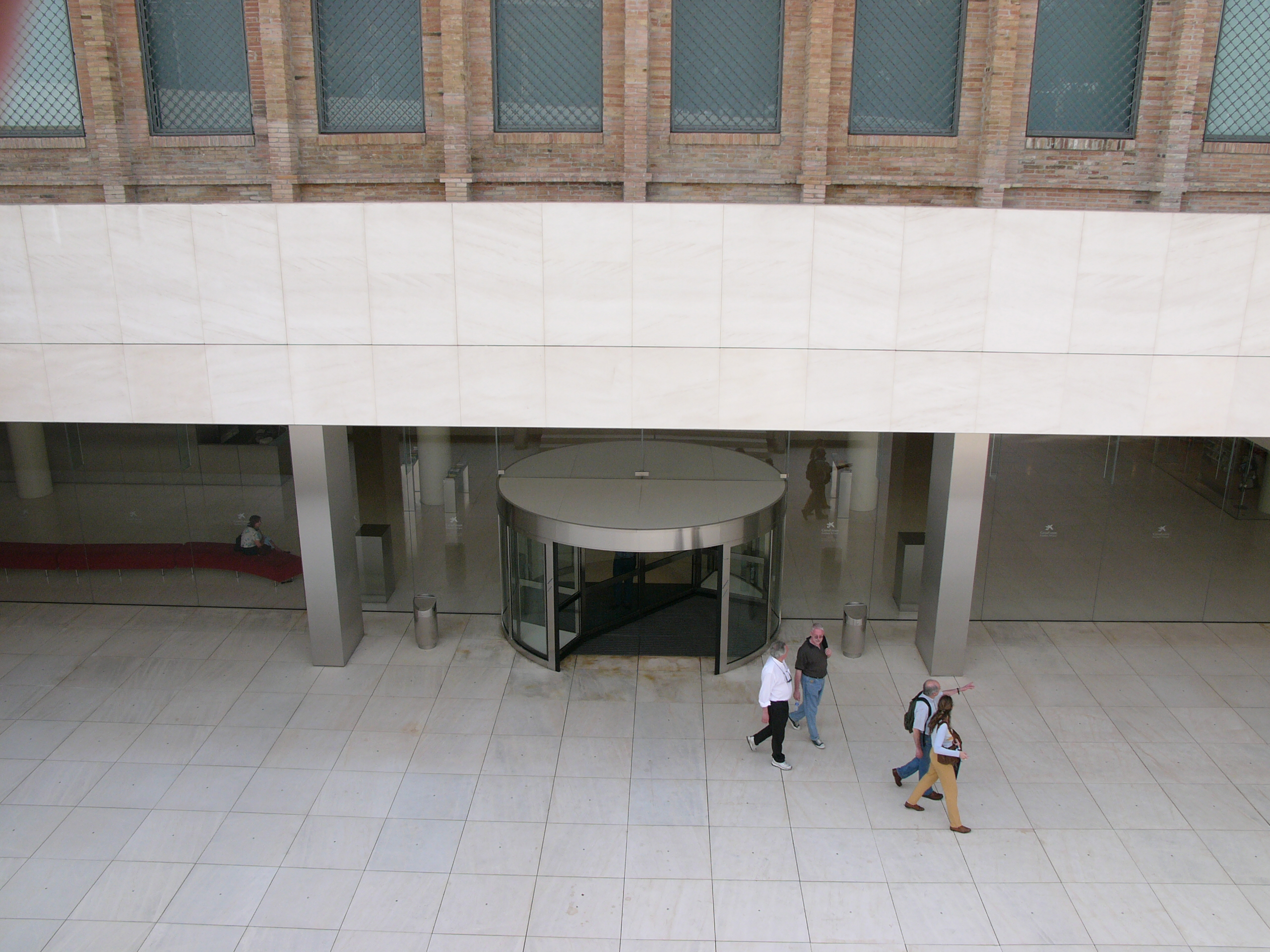
L'entrata e il vestibolo.

Il CaixaForum Barcelona è un centro culturale gestito dalla Fondazione “la Caixa”. 
Si trova alle falde di Montjuïc a Barcellona e occupa l'antica Fàbrica Casaramona, edificio modernista progettato da Josep Puig i Cadafalch e recentemente restaurato per lo scopo.

## Equipaggiamenti
- Sale per esposizioni; occupano le antiche navate della fabbrica tessile, sono ampie e luminose. In totale occupano 3.000 m² distribuiti in tre sale.
  - Si tengono esposizione temporanee riferite alle grandi culture del passato, all'arte moderna e contemporanea, ai grandi maestri della fotografia del XX secolo e alle tendenze dell'arte plastica contemporanea.
  - Alcune delle esposizioni sono dedicate alla collezione d'arte contemporanea della Fondazione. La collezione della Fondazione conta con più di 200 opere ed è una delle più importanti di tutta la Spagna. La collezione è formata da opere d'arte spagnole dal modernismo fino ai giorni nostri, l'arte internazionale è rappresentata da opere di Donald Judd, Jannis Kounellis, Bruce Nauman, Gerhard Richter o Sigmar Polke. L'opera "L'abitazione di Piombo (Camera di Dolore)" di Joseph Beuys, è esposta in maniera permanente.
- Mediateca. Situata negli antichi magazzini della fabbrica Casaramona. Possiede un moderno equipaggiamento audiovisivo, con l'obbiettivo di poter offrire al pubblico l'accesso alle sue fonti documentali e artistiche sulla "Media Art" (manifestazione dell'arte in relazione all'ambito delle tecnologie di comunicazione), nel suo significato più ampio, dalla videoarte, la videodanza, fino alla fotografia artistica, il cinema e i documentari di creazione.
  - La Collezione di Media Art.
  - Dalla sua inaugurazione nel 1994, la Mediateca ha dedicato molti dei suoi sforzi a costituire una collezione video con l'obbiettivo di mettere a disposizione del pubblico opere imprescindibili per il contesto della cultura audiovisiva contemporanea.
  - La collezione è formata da lavori di differenti artisti, tanto di ambito internazionale come di ambito nazionale e combinano le creazione attuali con uno dei più importanti archivi spagnoli.
- Auditorium. Nel piano interrato, con una capacità di 350 persone. Ha un sistema che permette di cambiare il rivestimento sonoro della sala a seconda delle differenti attività ospitate: musica, cinema, conferenze, ecc.
- Aule. Ha due sale con una capacità di poco superiore alle 100 persone, che occupano rispettivamente le due torri della facciata principale, qui si tengono attività letterarie, corsi e laboratori.
- caffetteria-ristorante
- Book-Shop
- Vestibolo. Si possono ammirare due opere emblematiche: l'affresco murale che Sol LeWitt realizzò nel 2001 per il centro e la nuvola di neon di Lucio Fontana realizzata per la Triennale di Milano del 1953.